# Wydział Elektrotechniki i Informatyki Politechniki Rzeszowskiej im. Ignacego Łukasiewicza
Wydział Elektrotechniki i Informatyki Politechniki Rzeszowskiej im. Ignacego Łukasiewicza – jeden z siedmiu wydziałów Politechniki Rzeszowskiej im. Ignacego Łukasiewicza.

## Historia
Wydział (pierwotnie jako Wydział Elektryczny) powstał w 1965 roku jako drugi z kolei wydział uczelni. Inicjatorem utworzenia Wydziału Elektrycznego był organizator szkolnictwa wyższego w Rzeszowie - doc. Roman Niedzielski, a organizatorem pierwszych zespołów dydaktycznych był dr inż. Jerzy Sozański, który został też pierwszym dziekanem Wydziału w latach 1965-1967. 6 grudnia 2000 r. Minister Edukacji Narodowej wydał zarządzenie zmieniające nazwę Wydziału Elektrycznego na Wydział Elektrotechniki i Informatyki. 

## Kierunki kształcenia

### Studia stacjonarne
Dostępne kierunki:
- Automatyka i robotyka (studia I i II stopnia)
- Elektronika i telekomunikacja (studia I i II stopnia)
- Elektrotechnika (studia I i II stopnia)
- Informatyka (studia I i II stopnia)
- Elektromobilność (studia I stopnia)

### Studia niestacjonarne
Dostępne kierunki:
- Elektrotechnika (studia I i II stopnia)
- Informatyka (studia I i II stopnia)

## Poczet dziekanów
1. prof. dr hab. inż. Jerzy Sozański (1965–1967)
2. prof. dr hab. inż. Zygmunt Bajorek (1967–1971)
3. doc. dr inż. Irena Kuzora (1971–1972)
4. dr hab. inż. Jerzy Lewicki, prof. PRz (1973–1982)
5. prof. dr hab. inż. Zygmunt Bajorek (1982–1984)
6. dr hab. inż. Jerzy Lewicki, prof. PRz (1984–1990)
7. dr hab. inż. Jerzy Bajorek, prof. PRz (1990–1996)
8. prof. dr hab. inż. Kazimierz Buczek (1996–2002)
9. dr hab. inż. Jerzy Bajorek, prof. PRz (2002–2005)
10. prof. dr hab. inż. Kazimierz Buczek (2005–2012)
11. dr hab. inż. Grzegorz Masłowski, prof. PRz (2012–2016)
12. prof. dr hab. inż. Kazimierz Buczek (2016–2019)
13. dr hab. inż. Mariusz Korkosz, prof. PRz (2019–2020)
14. dr hab. inż. Roman Zajdel, prof. PRz (od 2020)

## Władze wydziału
W kadencji 2024–2028:
| Stanowisko                 | Imię i nazwisko                          |
| -------------------------- | ---------------------------------------- |
| Dziekan                    | dr hab. inż. Roman Zajdel, prof. PRz     |
| Prodziekan ds. rozwoju     | dr hab. inż. Dominik Strzałka, prof. PRz |
| Prodziekan ds. kształcenia | dr inż. Mirosław Mazurek                 |
| Prodziekan ds. kształcenia | dr inż. Mariusz Trojnar                  |

W kadencji 2020–2024:
| Stanowisko                 | Imię i nazwisko                      |
| -------------------------- | ------------------------------------ |
| Dziekan                    | dr hab. inż. Roman Zajdel, prof. PRz |
| Prodziekan ds. rozwoju     | dr hab. inż. Piotr Bogusz, prof. PRz |
| Prodziekan ds. kształcenia | dr inż. Mirosław Mazurek             |
| Prodziekan ds. kształcenia | dr inż. Witold Posiewała             |

## Struktura organizacyjna

### Katedry
| Katedra                                       | Kierownik                                  |
| --------------------------------------------- | ------------------------------------------ |
| Katedra Elektrotechniki i Podstaw Informatyki | dr hab. inż. Grzegorz Masłowski, prof. PRz |
| Katedra Energoelektroniki i Elektroenergetyki | dr inż. Tomasz Binkowski                   |
| Katedra Informatyki i Automatyki              | dr hab. inż. Zbigniew Świder, prof. PRz    |
| Katedra Metrologii i Systemów Diagnostycznych | dr hab. inż. Robert Hanus, prof. PRz       |

### Zakłady
| Zakład                                                | Kierownik                                          |
| ----------------------------------------------------- | -------------------------------------------------- |
| Zakład Systemów Elektronicznych i Telekomunikacyjnych | dr hab. inż. Piotr Jankowski-Mihułowicz, prof. PRz |
| Zakład Elektrodynamiki i Systemów Elektromaszynowych  | dr hab. inż. Mariusz Korkosz, prof. PRz            |
| Zakład Systemów Złożonych                             | dr hab. inż. Dominik Strzałka, prof. PRz           |